# Łęgi Czarnej Strugi
Łęgi Czarnej Strugi este o arie protejată (sit de importanță comunitară — SCI) din Polonia întinsă pe o suprafață de 38,17 ha, integral pe uscat.

## Localizare
Centrul sitului Łęgi Czarnej Strugi este situat la coordonatele 52°21′48″N 21°04′54″E / 52.3633°N 21.0817°E.

## Înființare
Situl Łęgi Czarnej Strugi a fost declarat sit de importanță comunitară în aprilie 2004 pentru a proteja 3 specii de animale.

## Biodiversitate
Situată în ecoregiunea continentală, aria protejată conține 1 habitat natural: Păduri aluvionare cu Alnus glutinosa și Fraxinus excelsior (Alno-Padion, Alnion incanae, Salicion albae).
La baza desemnării sitului se află mai multe specii protejate:
- amfibieni (2): buhai de baltă cu burta roșie (Bombina bombina), triton cu creastă (Triturus cristatus)
- mamifere (1): castor (Castor fiber)